# Opuntia macrocentra

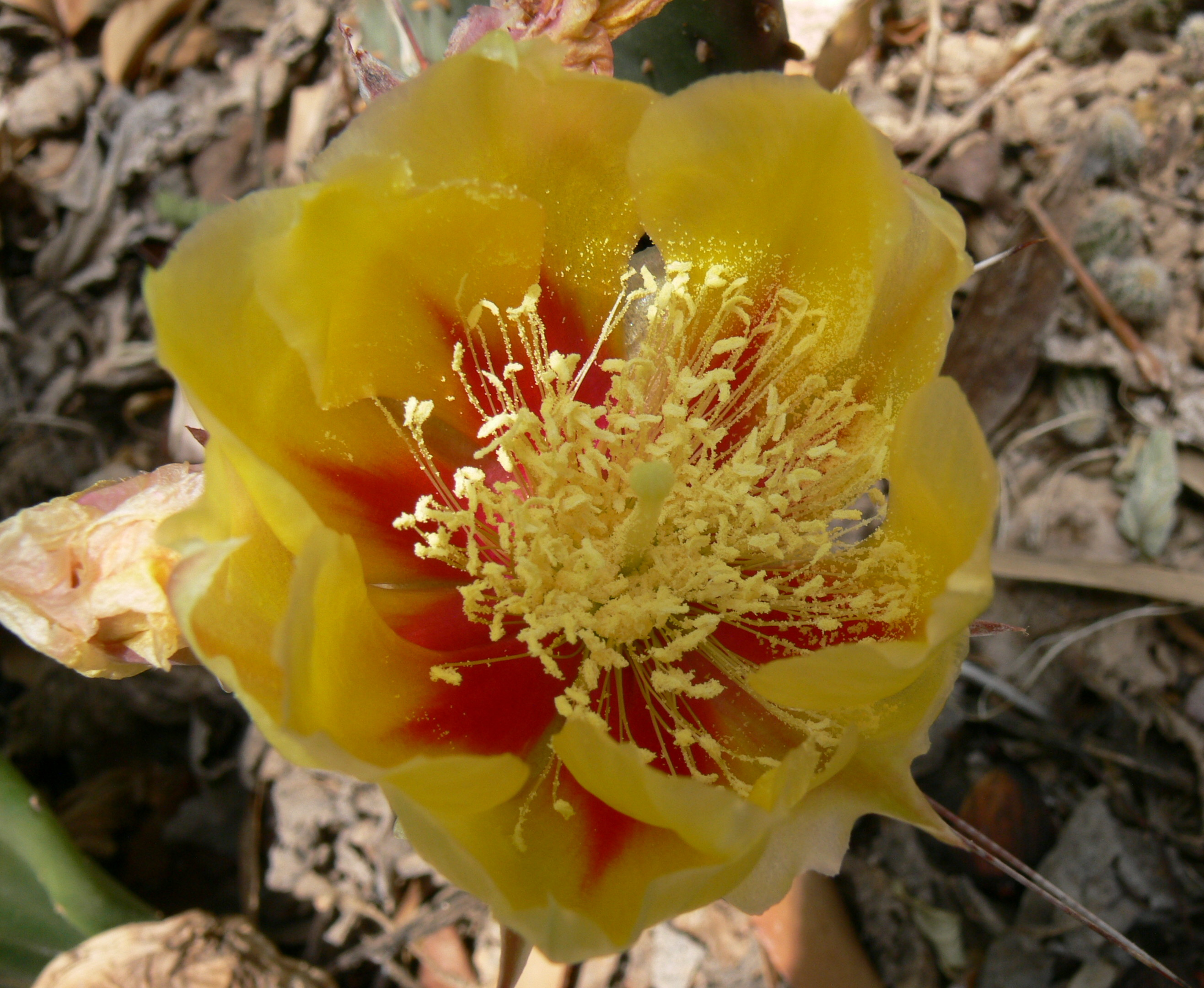
Opuntia macrocentra Blüte

Opuntia macrocentra ist eine Pflanzenart in der Gattung der Opuntien (Opuntia) aus der Familie der Kakteengewächse (Cactaceae). Das Artepitheton macrocentra leitet sich von den griechischen Worten makros für ‚groß‘ sowie kentron für ‚Mitte‘ ab und verweist auf die auffällige Rotfärbung in der Blütenmitte der Art. Englische Trivialnamen sind „Black-Spined Prickly Pear“, „Blunt-Spined Prickly Pear“, „Long-Spined Prickly Pear“, „Purple Prickly Pear“ und „Reddish Purple Prickly Pear“.

## Beschreibung
Opuntia macrocentra wächst buschig und erreicht Wuchshöhen von 60 bis 90 Zentimeter. Die länglichen manchmal breiteren Triebabschnitte sind oft bläulich oder violett, manchmal ohne Rückgrat aber in der Regel tragen sie Dornen an den oberen Areolen welche nicht abfallende Glochiden aufweisen. Die ein bis zwei, selten drei schwarzbraunen bis weißen, aufrecht stehenden Dornen sind 4 bis 7 Zentimeter lang. Die einzelnen Glieder sind bis zu 14 Zentimeter hoch, 10 Zentimeter breit und etwa 1 Zentimeter dick. Die gelben Blüten sind rötlich getönt und werden bis zu 7,5 Zentimeter im Durchmesser groß. Die fleischigen Früchte sind bis zu 6 Zentimeter lang und sind purpurfarben. Die Samen sind 4 bis 4,5 Millimeter breit.

## Verbreitung, Systematik und Gefährdung
Opuntia macrocentra ist in den US-amerikanischen Bundesstaaten Arizona und Texas sowie im mexikanischen Bundesstaat Chihuahua in Höhenlagen von 1200 bis 1500 Metern verbreitet.
Die Erstbeschreibung wurde 1856 von George Engelmann veröffentlicht.
In der Roten Liste gefährdeter Arten der IUCN wird die Art als „Least Concern (LC)“, d. h. als nicht gefährdet geführt. Die Entwicklung der Populationen wird als stabil angesehen.

## Nachweise